# Dejtár, Nógrád
Dejtár  este un sat în districtul Balassagyarmat, județul Nógrád, Ungaria, având o populație de 1.447 de locuitori (2011). 

## Demografie
Componența etnică a satului Dejtár
     Maghiari (92,44%)
     Romi (6,82%)
     Necunoscut (0,52%)
     Români (0,22%)
     Alții (0,52%)
Componența confesională a satului Dejtár
     Romano-catolici (69,52%)
     Fără religie (2,07%)
     Luterani (1,17%)
     Necunoscută (26,4%)
     Alte religii (2,9%)
Conform recensământului din 2011, satul Dejtár avea 1.447 de locuitori. Din punct de vedere etnic, majoritatea locuitorilor (92,44%) erau maghiari, cu o minoritate de romi (6,82%). Apartenența etnică nu este cunoscută în cazul a 0,52% din locuitori.  Din punct de vedere confesional, majoritatea locuitorilor (69,52%) erau romano-catolici, existând și minorități de persoane fără religie (2,07%) și luterani (1,17%). Pentru 26,4% din locuitori nu este cunoscută apartenența confesională.